# Tyler Sloan
Tyler Sloan (* 15. března 1981 v Calgary, Alberta) je bývalý kanadský hokejový obránce a trenér.

## Hráčská kariéra
Juniorský hokej hrával v rodném městě Calgary, kdy vystřídal týmy Calgary Buffaloes Midget AAA (AMHL), Calgary Royals Junior A (AJHL) v letech (1997/2000) poté odešel do týmu Kamloops Blazers západní hokejové ligy (WHL). Ačkoliv nebyl draftován žádným týmem, podepsal smlouvu s týmem Columbus Blue Jackets ale byl přidělen do záložního týmu Syracuse Crunch v AHL na konci sezóny 2001/02. Poté strávil dalších sedm sezón v záložních týmech v AHL a ECHL, kdy vystřídal pět klubů (Syracuse Crunch, Dayton Bombers, Las Vegas Wranglers, Manitoba Moose a Hershey Bears) s kterým dvakrát vybojoval Calderův pohár.
Sezónu 2008/09 začal na farmě Caps v Hershey Bears kde odehrál 5 zápasů poté byl povolán do týmu Washington Capitals kdy debutoval 21. října 2008 proti týmu Calgary Flames kde odehrál 9:03. Sezónu hrával většině na farmě Bears kde odehrál 46 zápasů a do týmu Washington Capitals byl příležitostně povolán a 3. května 2009 byl povolán zpět do týmu v průběhu play-off proti Pittsburgh Penguins kde hrál spolu s Karlem Alznerem kdy zaznamenal jednu asistenci.
Následující sezónu nastupoval pravidelně za Capitals, kde odehrál 40 zápasů, ale trápilo ho hodně zranění, kdy musel vynechal zápasy. I v nadcházející sezóně 2010/11 ho trápilo zranění a v Capitals odehrál o sedm zápasů měně než minulou sezónu. Po skončení sezóny 2010/11 mu také končila smlouvu s Capitals a vedení klubu mu nenabídlo smlouvu na prodloužení a 1. července 2011 se stal volným hráčem. 29. července 2011 si ho vybral z volných hráčů klub Nashville Predators, který s nim uzavřel jednoletou smlouvu, ve které si vydělá 650 000 dolarů.
Do hlavní sestavy Predators se však neprobojoval, vedení klubu se rozhodl poslat Sloana do jejich farmy v Milwaukee Admirals, kde byl jmenován alternativním hráčem.

## Osobní život
Jeho sestra Tara Sloanová byla pětkrát kanadskou národní plaveckou šampionkou a kanadská držitelka rekordu, který byl nastaven na soutěžit v plavání zkoušky na Letních olympijských hrách 2000, když ona zemřela v autonehodě v roce 2000. Proto použil věnování k její sestře aby ukázal ve snaze získat místo do kanadského olympijského týmu jako inspirace k jeho hokejové kariéře.

## Prvenství
- Debut v NHL - 21. října 2008 (Calgary Flames proti Washington Capitals)
- První gól v NHL - 25. října 2008 (Dallas Stars proti Washington Capitals, kanadskému brankáři Marty Turco)
- První asistence v NHL - 15. listopadu 2008 (New Jersey Devils proti Washington Capitals)

## Klubové statistiky
| Sezóna       | Klub                | Soutěž       |    | Základní část | Základní část | Základní část | Základní část | Základní část |   | Play off | Play off | Play off | Play off | Play off |
| Sezóna       | Klub                | Soutěž       | Z  | G             | A             | B             | TM            | Z             | G | A        | B        | TM       |          |          |
| 2000/2001    | Kamloops Blazers    | WHL          | 70 | 5             | 28            | 33            | 146           | 4             | 0 | 0        | 0        | 4        |          |          |
| 2001/2002    | Kamloops Blazers    | WHL          | 70 | 3             | 29            | 32            | 89            | 4             | 0 | 0        | 0        | 15       |          |          |
| 2001/2002    | Syracuse Crunch     | AHL          | 2  | 0             | 0             | 0             | 5             | —             | — | —        | —        | —        |          |          |
| 2002/2003    | Dayton Bombers      | ECHL         | 14 | 1             | 2             | 3             | 22            | —             | — | —        | —        | —        |          |          |
| 2002/2003    | Syracuse Crunch     | AHL          | 29 | 2             | 1             | 3             | 22            | —             | — | —        | —        | —        |          |          |
| 2003/2004    | Syracuse Crunch     | AHL          | 69 | 2             | 4             | 6             | 50            | 7             | 0 | 0        | 0        | 8        |          |          |
| 2004/2005    | Dayton Bombers      | ECHL         | 43 | 6             | 11            | 17            | 84            | —             | — | —        | —        | —        |          |          |
| 2004/2005    | Syracuse Crunch     | AHL          | 14 | 0             | 2             | 2             | 18            | —             | — | —        | —        | —        |          |          |
| 2005/2006    | Las Vegas Wranglers | ECHL         | 48 | 4             | 16            | 20            | 71            | 13            | 0 | 4        | 4        | 27       |          |          |
| 2005/2006    | Manitoba Moose      | AHL          | 4  | 0             | 0             | 0             | 0             | —             | — | —        | —        | —        |          |          |
| 2005/2006    | Hershey Bears       | AHL          | —  | —             | —             | —             | —             | 2             | 0 | 1        | 1        | 2        |          |          |
| 2006/2007    | Hershey Bears       | AHL          | 68 | 2             | 9             | 11            | 104           | 17            | 0 | 7        | 7        | 30       |          |          |
| 2007/2008    | Hershey Bears       | AHL          | 56 | 1             | 7             | 8             | 90            | 5             | 0 | 0        | 0        | 8        |          |          |
| 2008/2009    | Hershey Bears       | AHL          | 46 | 2             | 10            | 12            | 61            | 16            | 0 | 5        | 5        | 14       |          |          |
| 2008/2009    | Washington Capitals | NHL          | 26 | 1             | 4             | 5             | 14            | 2             | 0 | 1        | 1        | 0        |          |          |
| 2009/2010    | Washington Capitals | NHL          | 40 | 2             | 4             | 6             | 22            | 2             | 0 | 0        | 0        | 0        |          |          |
| 2009/2010    | Hershey Bears       | AHL          | 2  | 0             | 1             | 1             | 0             | —             | — | —        | —        | —        |          |          |
| 2010/2011    | Washington Capitals | NHL          | 33 | 1             | 5             | 6             | 14            | —             | — | —        | —        | —        |          |          |
| 2010/2011    | Hershey Bears       | AHL          | 6  | 0             | 2             | 2             | 6             | —             | — | —        | —        | —        |          |          |
| 2011/2012    | Milwaukee Admirals  | AHL          | 62 | 1             | 9             | 10            | 58            | 3             | 0 | 0        | 0        | 0        |          |          |
| 2012/2013    | Texas Stars         | AHL          | 42 | 3             | 6             | 9             | 55            | 1             | 0 | 0        | 0        | 0        |          |          |
| Celkem v NHL | Celkem v NHL        | Celkem v NHL | 99 | 4             | 13            | 17            | 50            | 4             | 0 | 1        | 1        | 0        |          |          |